# 1927 Suvanto
Suvanto (asterOide 1927) é um asterOide da cintura principal, a 2,2586682 UA. Possui uma excentricidade de 0,1477317 e um período orbital de 1 575,83 dias (4,32 anos).
Suvanto tem uma velocidade orbital média de 18,29593927 km/s e uma inclinação de 13,38368º.
Esse asterOide foi descoberto em 18 de Março de 1936 por Rafael Suvanto.